# Monte Manos
Il Monte Manos è una montagna delle Prealpi Bresciane e Gardesane. Situato nel territorio comunale di Capovalle fa parte del gruppo del Pizzocolo-Zingla-Manos.

## Geografia fisica
Posto nel settore delle Prealpi bresciane e gardesane è di aspetto carsico e visto dalla parte nord della val Vestino si presenta a forma conica con la vetta, sormontata da una croce di ferro, in parte erbosa nel pendio sud, al contrario vegetata e rocciosa nella parte occidentale e con le pendici del versante nord coperte da arbusti di faggio e pini. La prima ascensione invernale nota è di Francesco Coppellotti detto Nino da Gargnano, alpinista della sezione del CAI di Brescia, salendo da Bollone per il Passo di Vesta il 28 gennaio 1906.
Poco distante la vetta, verso nord est, si stacca una cresta con il monte Ingorello, il monte Carzen e il monte Vesta. In prossimità della malga di Vesta di Cima si trova uno stagno, detto localmente "lavàc di Vesta", usato nei mesi dell'alpeggio come abbeveratoio dal bestiame e fino a pochi decenni fa si colorava di colore rosso a causa della presenza di minuscoli oligocheti.

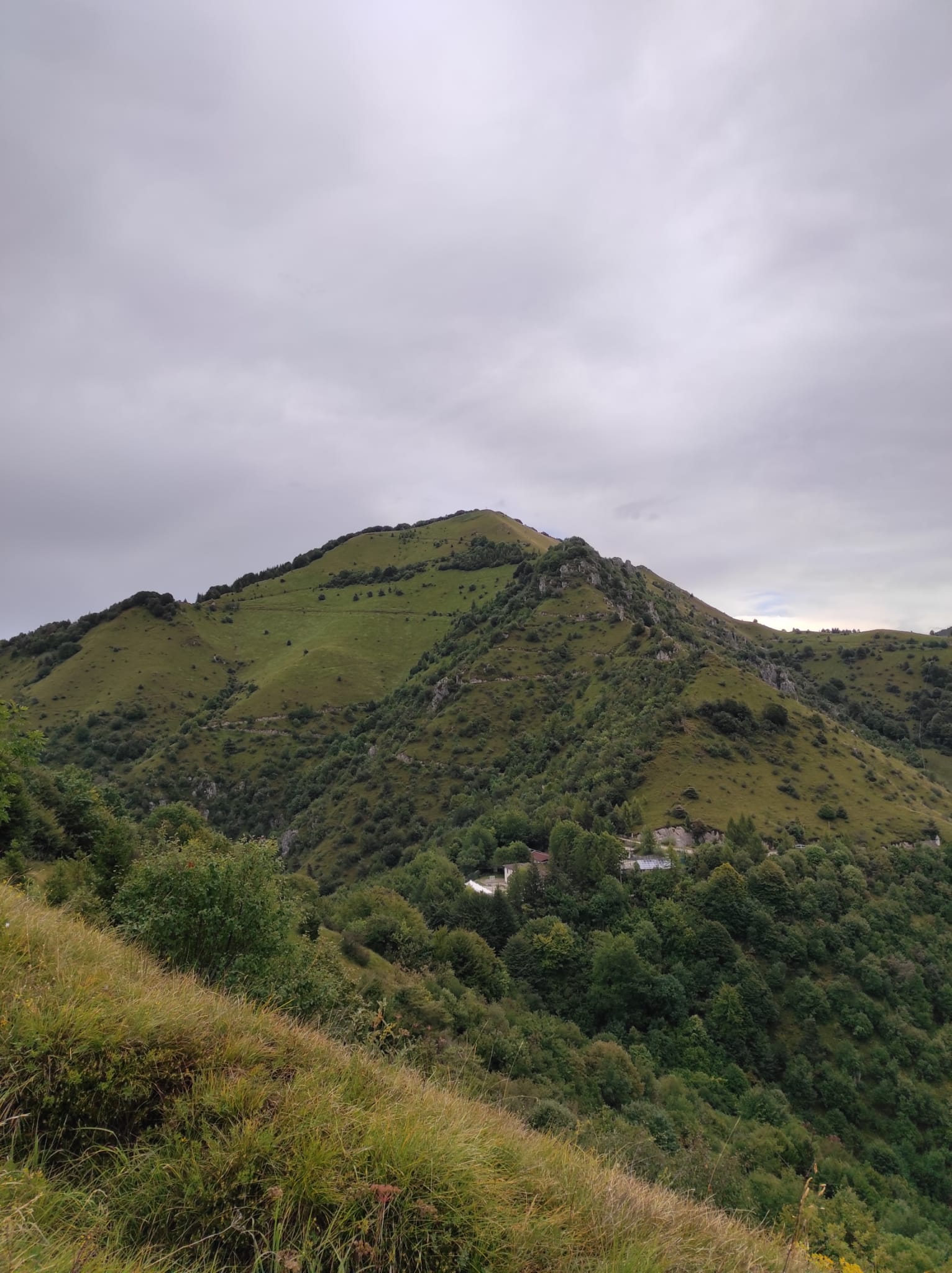
Il versante sud-ovest del Monte Manos visto dal monte Riosecco

## Origine del nome
L'origine del toponimo del Monte deriverebbe dal greco "manòs" che significa rado, brullo, forse per indicare in antico la sommità e i pendii erbosi del versante sud del Monte spogli dalla vegetazione arbustiva. È citato nell'Atlante Tirolese di Peter Anich di fine '700.

## Storia
Il monte è un sito di importanza scientifica e storica.
Il ritrovamento nel 1950 circa sul monte Manos e a Cima Ingorello di reperti paleoarcheologici testimoniano la presenza di stazioni preistoriche di transito attribuibili all'età del bronzo che fungevano da collegamento tra il Lago di Garda-la Val Sabbia e la Valle di Ledro. Qui, secondo l'archeologo Francesco Zorzi, Angelo Pasa, di Verona, precisamente sul Monte Manos, a quota 1487 trovò in superficie nei pressi della mulattiera una bella punta di freccia peduncolata a patina lattea, di tipo eneolitico e sulla Cima Ingorello, a 1250 m. una selce scheggiata di tipo campignanoide. Questa scoperta, seppur composta di manufatti sporadici, può confermare la presenza nella zona di uomini preistorici e più precisamente del periodo eneolitico. La scoperta suffragata da altri rinvenimenti sul monte Tombea negli anni '70 del secolo scorso e a monte Tremalzo potrebbe confermare l'esistenza di un sentiero preistorico che si snodava da Campione del Garda a Tremosine al passo Nota, dal monte Manos lungo la Val Vestino fino al monte Tombea-Caplone per poi raggiungere il monte Tremalzo e il villaggio palafitticolo del lago Ledro. 
L'importanza in antico di luogo di transito delle popolazioni locali è avvalorato dal fatto che nelle vicinanze del Monte si trova il noto Passo della Fobbia o del Cavallino della Fobbia o semplicemente Passo Fobia, il che fa ipotizzare, secondo gli storici, di una presenza longobarda nella zona poiché “Fobbia” seppur derivato dal latino "fovea", conca, sarebbe appunto un termine in uso presso quell'antica popolazione, il cui significato è proprio quello di passo, gola o valico. Qui nel novembre 1526 fu scavalcato da 20.000 lanzichenecchi al comando di Georg von Frundsberg provenienti dalla Germania e diretti a Roma, nel 1797 dai francesi di Napoleone, nel 1848 dai volontari lombardi, nel 1859 dai soldati Piemontesi di Durando e nel 1866 dal corpo volontari italiani di Giuseppe Garibaldi. 
Nel 1944-1945 fu ampiamente militarizzato dall'Organizzazione Todt, con l'impiego di operai locali, per apprestare un valido sbarramento all'avanzata degli Alleati verso il Trentino.

### Primi abitatori
Reperti archeologici rinvenuti nel 1970 in una grotta a Droane in Val Vestino, sul Dosso delle Saette del monte Tombea e precedentemente nel 1950 circa sul monte Manos e a Cima Ingorello nel comune di Capovalle testimoniano la presenza di stazioni preistoriche di transito attribuibili all'età del rame bronzo antico. Tali rinvenimenti confermerebbero che sia Capovalle che la Val Vestino ebbero dalle epoche più remote funzione naturale d'incrocio delle vie montane fra la Valle Sabbia, la Riviera del lago di Garda, il Trentino, collegando fra loro le isole palafitticole gardesane con quella di Molina di Ledro per i passi di Cablone, Bocca Campei e monte Tremalzo.
La stazione preistorica del Dosso delle Saette si trova in posizione panoramica sul sentiero che da Cima Rest porta al monte Tombea. Venne scoperta dai ricercatori A. Crescini e C. de Carli nella primavera del 1970; essi rinvennero in superficie alcuni manufaffi silicei che indicano l'esistenza di un accampamento certamente breve e a carattere stagionale. In seguito ad alcune ricerche superficiali condotte negli anni seguenti dal Museo Civico di Storia Naturale di Brescia, la collezione si arricchì notevolmente. L'industria sino ad ora raccolta consta di 55 manufatti di cui 5 strumenti: tra questi ultimi si nota la presenza di una punta foliata a peduncolo e spalle di freccia e di due elementi di falcetto di cui uno integro. Data la presenza di questi strumenti l'industria fu attribuita ad una Età del bronzo non meglio identificata a causa della mancanza di fittili caratteristici. L'industria sembra comunque rivestire un certo interesse storico data l'altitudine e l'ubicazione della stazione (quota 1750 metri); sino ad ora reperti preistorici più vicini erano stati rinvenuti sul versante ovest del monte Manos (1517 m) e lungo la mulattiera che conduce a Cima Ingorello (1250 m).
Gli storici ritengono che la Val Vestino e le zone limitrofe della Val Sabbia e del Trentino sud occidentale furono abitate attorno al 1500 a.C. dagli Stoni, una popolazione appartenente alla stirpe degli Euganei come asseriva lo storico latino Plinio il Vecchio, assieme ai Trumpilini e ai Camunni. Gli Stoni avrebbero avuto la loro sede principale secondo alcuni a Vestone o a Idro, mentre per altri a Storo o a Stenico e la loro presenza sarebbe comprovata anche dai toponimi di monte Vesta, valle di Vesta, prati di Vesta e Stino.
Nel 1800 furono rinvenute tombe etrusche ad Armo, ma i reperti furono dispersi. Sempre in quel tempo la Valle del Chiese era invece abitata nella parte inferiore dai Sabini mentre quella superiore dagli Edrani del lago d'Idro e poco a nord est nella Valle di Ledro risiedevano gli Alutrensi.
Verso il 500 a.C. i Galli Cenomani, insediati stabilmente nell'attuale bassa Lombardia orientale e nel basso Veneto occidentale, ossia nel territorio compreso da ovest a est tra il fiume Adda e l'Adige e da nord a sud dalla Valtellina a Cremona, risalirono alla conquista delle valli alpine combattendo contro le popolazioni indigene. A loro, nelle nostre zone, si opposero fieramente gli Stoni. I Galli Cenomani ebbero il merito di aver dato un notevole sviluppo all'agricoltura e specialmente all'allevamento bovino, sembra che ad essi sia dovuta l'introduzione e la diffusione dei bovini a razza bigia. I toponimi terminanti in one come Bollone, Persone, Cablone, monte Caplone sono di origine cenomana così come quelli di Magasa e Cadria. Ne deve essere seguita una convivenza inizialmente difficile, che portò lentamente a una popolazione abbastanza omogenea che i Romani chiamarono Reti. Costoro erano un insieme di popolazioni che abitavano, come sostiene Plinio il Vecchio, le terre tra il lago Maggiore e il fiume Piave, tra il lago di Costanza e la bassa valle del fiume Inn. I Reti fondarono la cultura di Fritzens-Sanzeno.

### La Grande Guerra. Il sistema difensivo italiano
Agli inizio del '900 l'ipotesi dello stato maggiore del Regio esercito italiano di costruire sul monte Manos un forte armato di cannoni in cupola che avrebbe dovuto operare all'interno dello "Sbarramento Giudicarie" per contrastare una ipotetica avanzata dell'esercito austriaco nel Trentino sud occidentale e in simbiosi con il forte di Valledrane, venne accantonata causa gli insostenibili costi di realizzazione e si optò per la più snella soluzione della messa in posizione di due batterie campali, che nel 1915 verrà definita "2º Gruppo di artiglierie occasionali monte Manos".
Appena sotto la vetta fu costruito l'"appostamento di quota 1404", predisposto per quattro cannoni da 149G, il pezzo pesante in uso presso le artiglierie dell'esercito italiano, furono realizzate così quattro piazzole con spalle in cemento armato e di una polveriera. Il luogo si chiama oggi "La Polveriera". 
A quota inferiore in località "Fortini Faì", altresì fu messo in opera l'"appostamento di quota 1220" . Il 27 aprile del 1915, un mese prima dell'entrata in guerra dell'Italia, in un documento del regio esercito denominato "Parere sugli appostamenti per batterie occasionali", si legge al riguardo: "4 cannoni da 75A, con intervallo tra i pezzi da 11 metri a 12,50. Si condivide il parere del comando del Genio di Verona, che ritiene sufficiente la costruzione di una sola piazzola sulla destra dell'esistente appostamento, lasciando sgombra la piazzola centrale. Spesa preventivata £. 5.500". Allo scoppio delle ostilità nel maggio furono, per prime, le batterie del monte Manos ad aprire il fuoco contro gli austriaci accampati sul monte Tombea, poi tutto il fronte tacque per sempre.
Il monte Manos fu così fortificato, come il monte Stino, Cima Ingorello e il monte Carzen, con opere difensive costituite da postazioni di artiglieria a quota 1404 con 4 cannoni da 149/23 G; a quota 1402 con 4 cannoni da 75/27 Mod. 1906 A e trincee a difesa delle artiglierie.
Il monte Manos fece parte del sistema Tombea-Caplone uno dei capisaldi principali della Terza linea di difesa arretrata, un'ampia cinta fortificata che chiudeva il settore Alto Garda verso la Valle delle Giudicarie e lungo il fianco occidentale verso il lago d'Idro fino a raccordarsi sulle posizioni fortificate arretrate del monte Denai, una Batteria di artiglieria da 149A, del monte Stino e con quelle della riviera gardesana del monte Spino, del monte Pizzocolo e del monte Castello di Gaino di Toscolano Maderno. Il settore era difeso da una prima linea lungo la Valle di Ledro (direttrici Passo Nota-Carone-Limone), dietro la quale furono realizzate due Linee arretrate di difesa (direttrici Tremosine-Passo Nota e Mezzema-Passo Nota), disposte verso est in modo da fronteggiare una eventuale conquista austriaca del monte Altissimo sul Baldo. Più indietro la Linea arretrata di resistenza, tra Tignale e il Passo della Puria, in totale furono costruite 2.500 fortificazioni di vario tipo,  servite da circa 2.000-3.000 uomini tra artiglieri, fanti e supporti logistici.

### 1944-1945. La “Linea blu” di difesa nazista
L’organizzazione Todt, creata da Fritz Todt, ministro degli Armamenti e degli Approvvigionamenti del Terzo Reich, è stata un’impresa di costruzioni che operò dapprima nella Germania nazista, e successivamente, in tutti i paesi occupati dalla Wehrmacht. Il ruolo principale dell’impresa fu la costruzione di strade, ponti e altre opere fondamentali per le armate tedesche, come la fabbricazione di linee difensive tedesche in Italia: la Linea Gustav, la Linea Gotica e, appunto, la Linea Blu, o  “Blaue Linie”, “Blaue II”  o “Linea Alpina” che dall'intersezione del confine svizzero-austriaco scendeva per circa 400 chilometri a sud est verso il bresciano, il lago d'Idro, salendo poi a nord del lago di Garda in Trentino e della provincia di Belluno seguitando fino a Monfalcone e Fiume e sfruttava ove era possibile i manufatti della Grande Guerra. 
L’organizzazione operò in stretta sinergia con gli alti comandi militari durante tutta la seconda guerra mondiale, arrivando ad impiegare al lavoro coatto ma anche volontario, remunerato, di più di 1.500.000 uomini e ragazzi, di cui 170.000 in Italia, 11.000 nel solo bresciano e i lavoratori adulti erano esentati dal prestare servizio militare obbligatorio nelle forze armate della Repubblica Sociale Italiana, evitando altresì la deportazione nei campi di lavoro in Germania. Dal luglio del 1944,  su ordine di Adolf Hitler, che emanò la direttiva numero 60, e sotto la giurisdizione nel settore ovest di Franz Hofer, gauleiter dell’Alpenvorland (che comprendeva le ex province italiane di Belluno, Bolzano e Trento), iniziarono i cantieri dei lavori della cosiddetta “Linea blu”, la linea che avrebbe dovuto garantire il blocco dell’avanzata degli angloamericani verso il nord. Nella bassa Vallecamonica e nella zona del lago di Garda e d’Idro doveva sbarrare la strada verso il Trentino ed il Cantone dei Grigioni in Svizzera. Nell’alto Garda Bresciano e nella Valle Sabbia furono costruite opere per appostamenti difensivi di artiglieria, camminamenti e ricoveri ipogei sul monte Manos, sul monte Carzen,  sul monte Stino, nell'ex comune di Moerna e sulle alture della sponda orientale del lago d’Idro impiegando operai locali e della Val Vestino, più a sud i lavori interessarono il monte Pizzocolo e il monte Castello di Gaino, capo Reamòl a Limone sul Garda  e la riviera del Garda da Gargnano a Gardone Riviera con la costruzione di bunker a servizio dei vari ministeri della RSI. Nell’aprile del 1945 l’opera poteva definirsi completa ma non fu mai presidiata o armata e tantomeno impiegata dall’esercito tedesco a causa del crollo del fronte italiano e alla successiva fine del conflitto.

## Natura
La zona fu erborizzata a partire dal 1863 dal botanico don Pietro Porta, allora parroco del villaggio di Bollone e specialista del genere dei Carduus, seguì nel 1867 la spedizione scientifica dello zoologo austriaco Joseph Gobanz e nel 1875 dal malacologo milanese Napoleone Pini.

## Cultura

### Detto
"Ti mando al Manos" era il detto in uso tra i superiori degli operai edili del Garda bresciano durante il periodo della RSI, tra il 1943 e il 1945, per chi non rispettava il contratto o non eseguiva in modo soddisfacente il lavoro assegnato. Difatti sul Monte gli addetti alla costruzione delle opere militari erano alle dipendenze dell'Organizzazione Todt tedesca con orari e mansioni impegnative svolte in un luogo disagiato.

## Accesso
Il Monte è raggiungibile dal Passo del Cavallino della Fobbia nel comune di Treviso Bresciano su strada sterrata e con permesso di transito oppure su sentiero dal Passo di San Rocco di Capovalle o da Bollone, la frazione di Valvestino, tramite il Passo di Vesta.